# 알렉산드르스 야츠케비치
알렉산드르스 야츠케비치(라트비아어: Aleksandrs Jackēvičs, 러시아어: Алекса́ндр Влади́мирович Яцке́вич 알렉산드르 블라디미로비치 야츠케비치[*], 1958년 3월 25일~)는 소련과 라트비아의 유도인이다. 소련 국가대표 선수로 활약했으며 1980년 하계 올림픽에서 미들급 동메달을 획득했다.

## 생애
1958년에 도벨레에서 태어났으며, 1970년에 리가로 이주했다. 1978년 5월 헬싱키에서 열린 1978년 유럽 선수권 대회에서 동독의 데틀레프 울치를 꺾고 우승했다.
1980년 모스크바에서 열린 1980년 하계 올림픽 미들급 부문에서 동메달을 획득했다. 이후 1984년에 현역에서 은퇴했고 은퇴 직후 디나모 리가 유도팀의 코치를 지냈다. 1990년에는 벨기에로 건너가 벨기에 유도 국가대표 감독을 맡았고 2004년에 라트비아로 귀국하여 리도 유도팀의 감독을 맡았고 라트비아 유도 연맹 부회장을 지냈다.